# Jean Mendelson
Pour les articles homonymes, voir Mendelson.
Jean Mendelson est un diplomate français né le 24 septembre 1949.

## Biographie
Chargé des relations internationales au bureau national de l’Union nationale des étudiants de France (UNEF) entre 1968 et 1971, il a été membre du Parti socialiste unifié entre 1969 et 1975, et a rejoint le Parti socialiste en 1979. Titulaire d'une maîtrise en histoire (1971), il enseigne cette discipline à l’École alsacienne entre 1972 et 1978.
Il intègre ensuite l’École nationale d'administration en 1979. À sa sortie de l’ENA, en mai 1981, il est affecté au ministère des Relations extérieures dans les services de la coopération et du développement.
Nommé premier secrétaire à l’ambassade de France au Chili en 1985, il rejoint les services du Premier ministre en juin 1988 pour suivre les dossiers internationaux au sein de la Mission du bicentenaire de la Révolution française. Il est ensuite chargé de mission au Centre d’analyse et de prévision du ministère des Affaires étrangères (1990-1991), directeur du cabinet du secrétaire d’Etat aux Affaires étrangères (1991-1992), directeur du service de presse de l’ambassade de France aux États-Unis (1992-1995), premier conseiller à l’ambassade de France en Argentine (1995-1998), directeur adjoint des Amériques au ministère des Affaires étrangères (1999-2003), conseiller culturel de l’ambassade de France en Espagne (2003-2006).
Nommé directeur des Archives diplomatiques (2006-2010), il est chargé du déménagement et de l’installation des archives diplomatiques, auparavant dispersées sur divers sites de Paris et de la région parisienne, dans le bâtiment construit à cet effet à La Courneuve,,. Ambassadeur de France à Cuba en 2010, il quitte La Havane en janvier 2015 et est nommé ambassadeur itinérant pour l’Amérique latine et les Caraïbes dans le cadre de la préparation de la COP 21 (convention des Nations Unies sur les changements climatiques).

## Distinctions

### Décorations
- Chevalier de la Légion d'honneur[10]
- Commandeur de l'ordre national du Mérite Il a été promu officier le 7 juillet 2003, avant d'obtenir le grade de Commandeur par décret du 11 novembre 2010[11].
- Commandeur de l’Ordre de Bernardo O’Higgins (en). Pour son action en faveur des réfugiés chiliens puis comme diplomate en poste sous la dictature du général Pinochet, il a été fait commandeur par le gouvernement chilien; cette décoration lui a été remise en 2003 à Santiago par la présidente de la Chambre des députés, Isabel Allende, fille du président Salvador Allende[12].

### Prix
En 2018, il reçoit le prix d'histoire de la fondation Napoléon.

## Ouvrages
- Sainte-Hélène, 2015, Arles, Portaparole, 2018.